# Johann von Wickede (1664–1732)
Johann von Wickede (* 16. September 1664 in Lübeck; † 26. Dezember 1732 ebenda) war ein deutscher Gutsbesitzer, dänischer Etatsrat und Domdechant des Lübecker Domkapitels.

## Leben
Johann von Wickede stammte aus dem Lübecker Patriziergeschlecht von Wickede und war ein Sohn des Ratsherrn Thomas Heinrich von Wickede und seiner Frau Agnete, geb. Köhler, einer Tochter des rechtsgelehrten Lübecker Bürgermeisters Anton Köhler. Schon als Neunjähriger erhielt er am 15. April 1674 die Präbende des gerade verstorbenen Wilhelm von Meding als Domherr am Lübecker Dom. Nach dem Tod von Heinrich von Brömbsen (1627–1679) auf Stockelsdorf, Groß-Steinrade und Roggenhorst, eines Verwandten mütterlicherseits, erbte er 1679 das Lübsche Gut Groß Steinrade, das Heinrich von Brömbsen der Oberhoheit des dänischen Königs unterstellt hatte. Er studierte von 1683 bis 1687 in Helmstedt und für jeweils kurze Zeit in Leipzig, Wittenberg und Jena. 
Bei der Bischofswahl nach dem Tod von Fürstbischof August Friedrich von Schleswig-Holstein-Gottorf 1705, die von einer militärischen Auseinandersetzung und zu Weihnachten 1705 von der Belagerung und Besetzung von Schloss Eutin durch die Dänen begleitet war, gehörte er zur letztlich unterlegenen Partei im Kapitel, die den dänischen Koadjutor, Prinz Carl von Dänemark (* 26. Oktober 1680; † 8. August 1729), einen jüngeren Bruder des dänischen Königs Friedrich IV. unterstützte. Durch diplomatisches Eingreifen der englischen Königin Anne sowie der Generalstaaten und nach Zusicherung einer Rente wurde dieser jedoch zur Aufgabe seines Anspruches gebracht, so dass der Kandidat der gottorfischen und mit Schweden verbündeten Partei Christian August von Schleswig-Holstein-Gottorf die Nachfolge antreten konnte. Endgültig beigelegt wurde die Auseinandersetzung erst nach Abschluss der Altranstädter Konvention, als Christian August 1709 vom Kaiser mit dem Hochstift Lübeck belehnt wurde.
Am 21. Oktober 1712 wurde er vom Lübecker Domkapitel zum Domdechanten gewählt. 1722 stiftete er den barocken Altar nebst Kanzel für die Dorfkirche Hamberge aus der Werkstatt des Lübecker Meisters Hieronymus Hassenberg. Neben den Allegorien von „Glaube“ und „Hoffnung“ findet sich seine Stifterbüste und sein Wappen.
1727 führte er als Domdechant die Regierung im Hochstift Lübeck während der Sedisvakanz nach dem plötzlichen Tod von Fürstbischof Karl August von Schleswig-Holstein-Gottorf am 31. Mai bis zur Wahl von Fürstbischof Adolf Friedrich von Schleswig-Holstein-Gottorf am 16. September 1727. In dieser Zeit ließ er 1200 Stück Speciestaler mit seinem Wappen und dem des Domkapitels prägen, die als Lübecksche Capitelsthaler bekannt wurden.
Johann von Wickede hinterließ keine Söhne, nur eine Tochter, Agnete Cäcilie (1700–1723), die mit Christian August (I.) von Rumohr (1690–1743) verheiratet war. In einem kurz vor seinem Tod 1732 errichteten Testament bestimmte er, dass Groß Steinrade zunächst an die drei Kinder seiner schon verstorbenen Tochter (darunter Henning von Rumohr (1722–1804), den Vater Carl Friedrich von Rumohrs) fallen und für immer ein Fideicommiss in der Familie Rumohr männlicher und weiblicher Linie bleiben, nach dem Aussterben derselben aber an die Familie Wickede und zwar an die Nachkommen des als Besitzer von Kastorf 1626 gestorbenen Thomas von Wickede zurückfallen solle. Die Familie von Rumohr blieb bis kurz nach dem Tod des Brigadegenerals Detlev von Rumohr († 1961), im Besitz des Gutes.
Seine Präbende fiel an Wulf Heinrich von Thienen.